# Brümmerhof (Soltau)

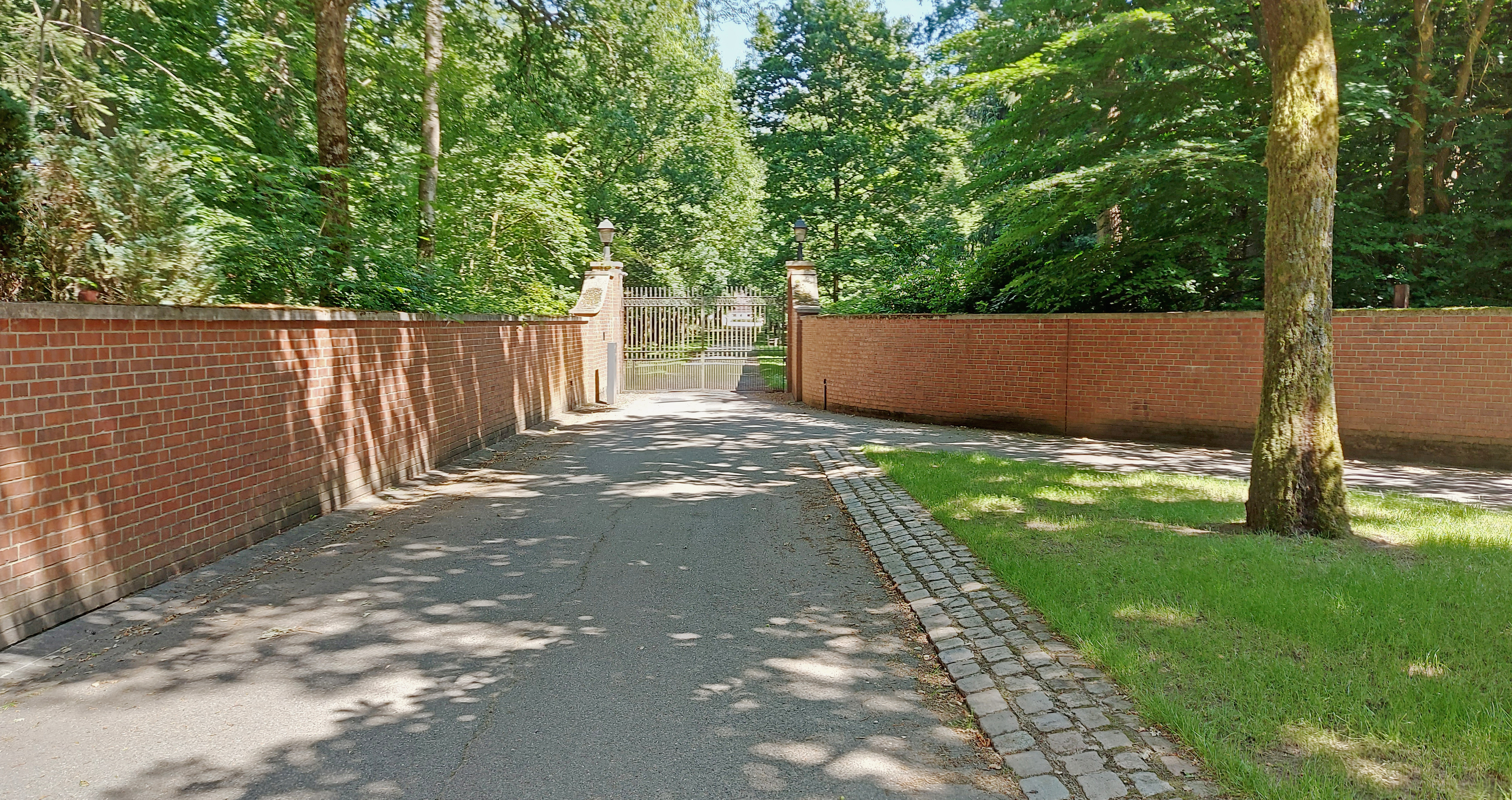
Einfahrt zum Brümmerhof von Westen

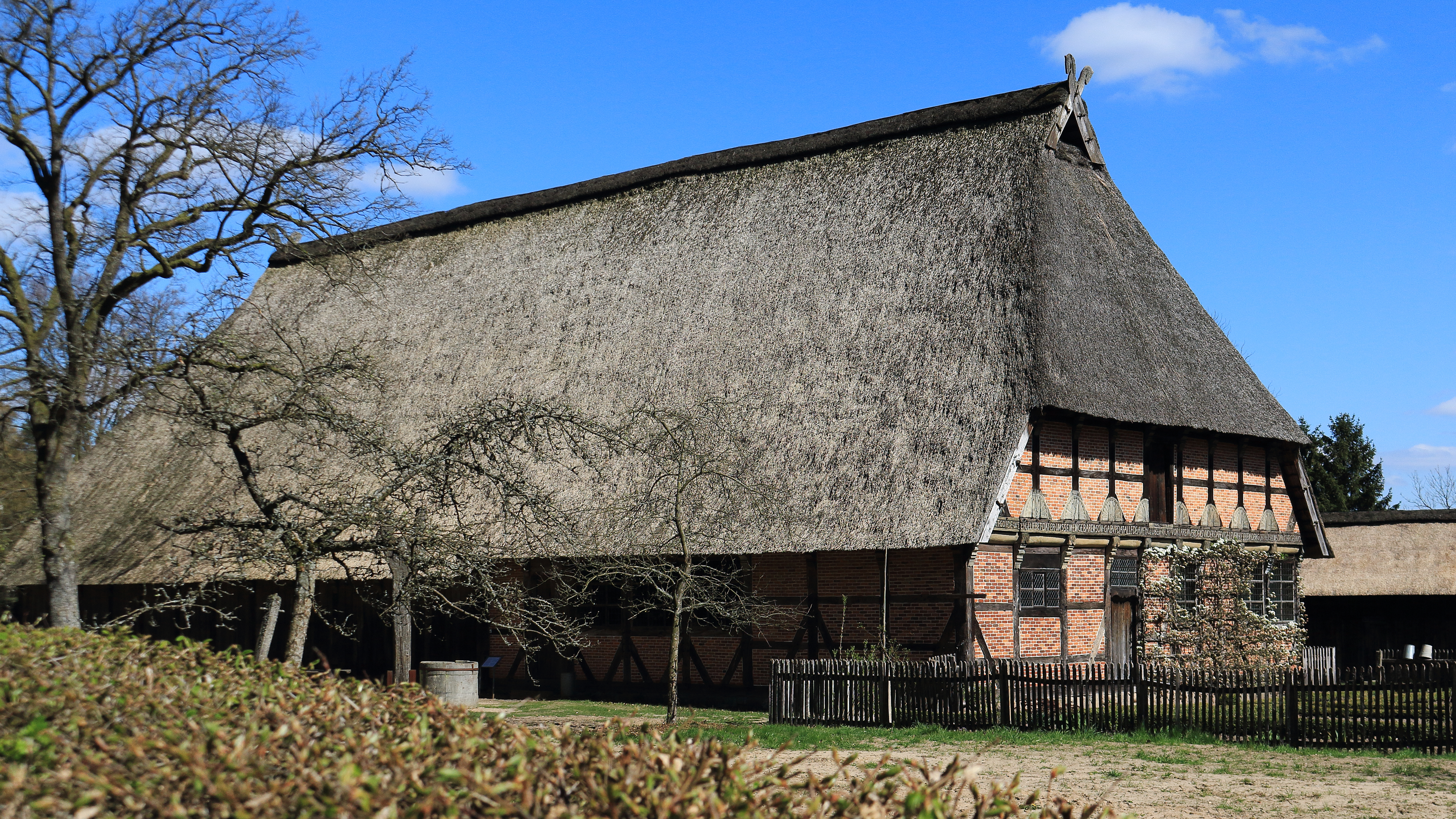
Das ehemalige Haupthaus vom Brümmerhof an seinem heutigen Standort im Museumsdorf Hösseringen

Der Brümmerhof (niederdeutsch Brümmerhoff) ist ein Weiler in dem zur Stadt Soltau gehörenden Ortsteil Moide.

## Geografie

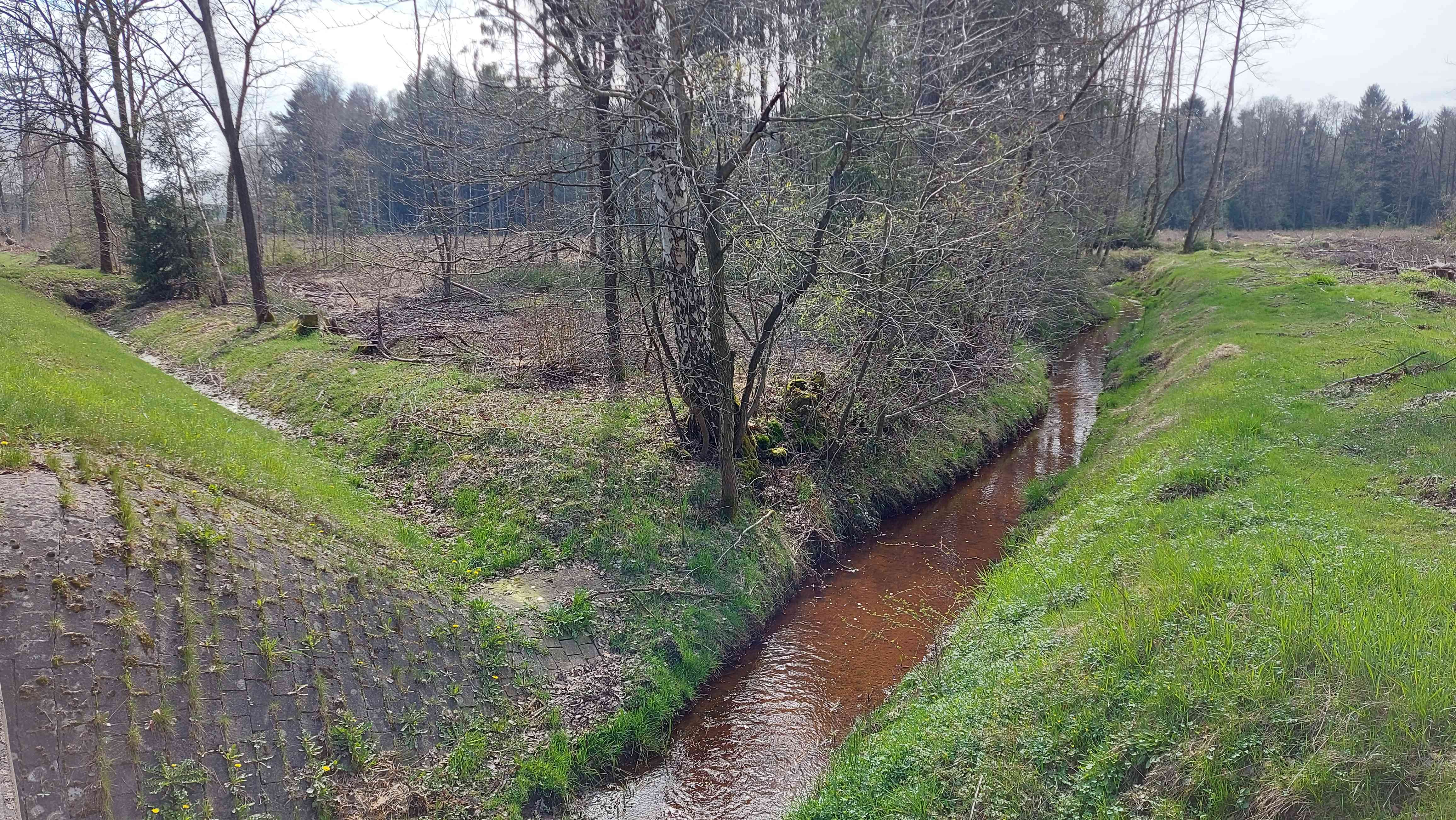
Die Wietze nahe Brümmerhof

Der Brümmerhof liegt im Landkreis Heidekreis, in der Lüneburger Heide (Niedersachsen). Etwa 250 m westlich des Hofes verläuft die Kreisstraße K 10, die nach etwa 1900 m im Nordwesten bei dem Ort Harber in die B 71 mündet. Östlich von Brümmerhof, etwa 700 m entfernt, fließt die Wietze vorbei. Das Gelände liegt auf der Höhe von 80 m über NHN.

## Geschichte
Seit Jahrhunderten wurde auf dem Bauernhof Land- und Forstwirtschaft betrieben. 1791 wird in den „Statistisch-Topographischen Samlungen zur genaueren Kentnis aller das Churfürstenthum Braunschweig-Lüneburg ausmachenden Provinzen“ Brümmerhof mit einer Feuerstelle aufgeführt, 1848 in dem  „Statistischen Handbuch für das Königreich Hannover“ 2 Häuser mit 20 Personen. Während der Franzosenzeit (1792 bis 1815) gehörte der Hof kurzfristig zu dem 1807 von Napoleon Bonaparte erschaffenen Königreich Westphalen. Vor 1852 gehörte der Hof zur Vogtei Soltau, in der Amtsvogtei Soltau-Fallingbostel, ab 2011 hat das Amt den Namen Landkreis Heidekreis.
Zu dem Hof gehören heute 110 Hektar Weiden und 140 Hektar Wald. Das ehemalige Haupthaus des Hofes, ein 1644 erbautes Vierständerhaus, wurde 1977 abgetragen und 1979–1981 auf dem Gelände des Museumsdorfes Hösseringen wieder aufgebaut.

## Gestüt Brümmerhof

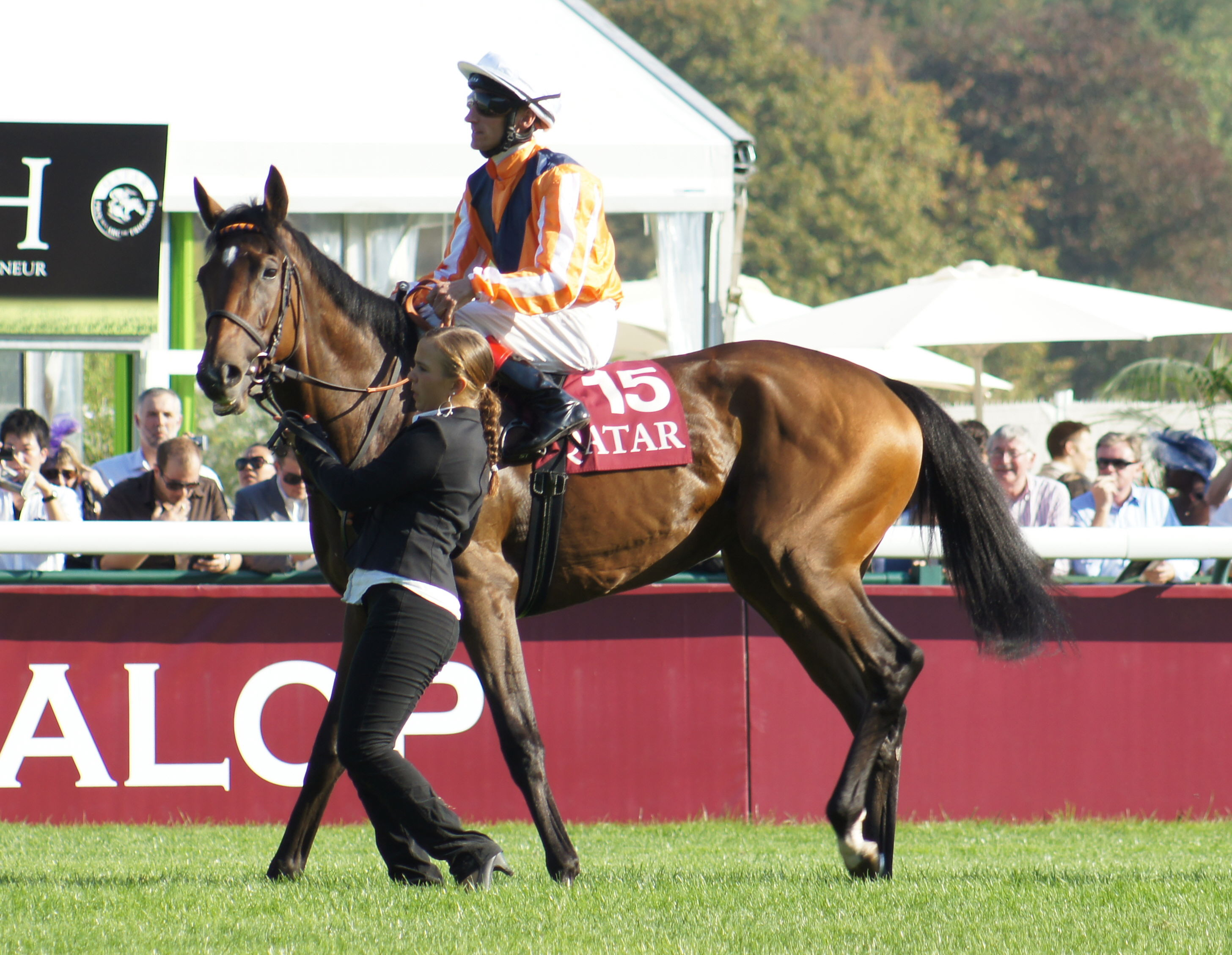
Danedream 2011 beim Prix de l’Arc de Triomphe

1989 wurde auf dem Hof ein Pensionsgestüt gegründet. Das „Gestüt Brümmerhof“ ist heute eine international ausgerichtete, deutsche Pferdezucht mit zahlreichen Rennerfolgen. Das erfolgreichste Pferd aus der Brümmerhof-Zucht ist die Stute Danedream. Sie gewann 2011 in Paris den Prix de l’Arc de Triomphe und 2012 in Ascot die King George VI and Queen Elizabeth Stakes. 2011 und 2012 wurde das Pferd Galopper des Jahres.